# Championnat d'Irlande de football 1926-1927
Navigation
Édition précédente Édition suivante
Le Championnat d'Irlande de football en 1926-1927. Shamrock Rovers remporte le titre de champion. 
Pioneer dernier du championnat précédent quitte le championnat et est remplacé par Dundalk FC.
Les Shamrock Rovers remportent le championnat en restant invaincus au terme de la compétition avec quatorze victoires et quatre matchs nuls.

## Les 10 clubs participants
- Athlone Town Football Club
- Bohemian Football Club
- Bray Unknowns Football Club
- Brideville Football Club
- Dundalk Football Club
- Fordsons Football Club
- Jacob's Football Club
- Saint James's Gate Football Club
- Shamrock Rovers Football Club
- Shelbourne Football Club

## Classement
| Rang | Équipe                   | Pts | J  | G  | N | P  | Bp | Bc | Diff |
| ---- | ------------------------ | --- | -- | -- | - | -- | -- | -- | ---- |
| 1    | Shamrock Rovers          | 32  | 18 | 14 | 4 | 0  | 60 | 20 | +40  |
| 2    | Shelbourne FC T          | 29  | 18 | 13 | 3 | 2  | 63 | 24 | +39  |
| 3    | Bohemian FC              | 25  | 18 | 10 | 5 | 3  | 36 | 24 | +12  |
| 4    | Fordsons Football Club   | 17  | 18 | 7  | 3 | 8  | 34 | 32 | +2   |
| 5    | Athlone Town             | 17  | 18 | 6  | 5 | 7  | 41 | 43 | -2   |
| 6    | Bray Unknowns            | 13  | 18 | 6  | 1 | 11 | 37 | 58 | -21  |
| 7    | Jacob's FC               | 13  | 18 | 5  | 3 | 10 | 23 | 47 | -24  |
| 8    | Dundalk FC               | 12  | 18 | 3  | 6 | 9  | 30 | 40 | -10  |
| 9    | Saint James's Gate FC    | 12  | 18 | 5  | 2 | 11 | 30 | 49 | -19  |
| 10   | Brideville Football Club | 10  | 18 | 2  | 6 | 10 | 22 | 39 | -17  |

## Source
- (en) Alex Graham, Football in the Republic of Ireland : a Statistical Record 1921–2005, Soccer Books Ltd, novembre 2005, 142 p. (ISBN 978-1862231351).